# Andrew Wiles
Andrew John Wiles (Cambridge, 11 april 1953) is een wiskundige uit Engeland, die bekend is geworden doordat hij het bewijs construeerde voor de laatste stelling van Fermat. 

## Loopbaan
Wiles werd in 1981 benoemd als hoogleraar wiskunde aan de Princeton-universiteit. In 1985–86 was hij een Guggenheim Fellow aan het Institut des hautes études scientifiques bij  Parijs en aan de École normale supérieure. Van 1988 tot 1990 was Wiles een Royal Society research hoogleraar aan de Universiteit van Oxford, waarna hij terugkeerde naar Princeton. Van 1994 tot 2009, was Wiles een Eugene Higgins hoogleraar in Princeton. Hij kwam terug in Oxford in 2011 als Royal Society research hoogleraar. In mei 2018 werd hij benoemd als 'Regius Professor' wiskunde in Oxford, de eerste in de geschiedenis van de universiteit.

## Laatste stelling van Fermat
Andrew Wiles maakte het tot zijn levenswerk om de laatste stelling van Fermat te bewijzen. De laatste stelling van Fermat is de stelling in de getaltheorie die stelt dat de vergelijking
{\displaystyle x^{n}+y^{n}=z^{n}}
voor {\displaystyle n>2} geen oplossingen heeft voor positieve gehele getallen.
Wiles heeft zeven jaar lang in isolement aan dit bewijs gewerkt en in 1993 presenteerde hij het resultaat voor een zaal vol wiskundigen aan het Isaac Newton-instituut in Cambridge. Bij controle onder regie van het wiskunde tijdschrift Inventiones Mathematicae bleek in de bewijsvoering echter een fout te zitten. Hij besloot samen met Richard Taylor het bewijs te corrigeren en op 19 september 1994 kwam de doorbraak: het bewijs werd geleverd. Het meer dan 100 pagina's tellende bewijs werd in mei 1995 in de Annals of Mathematics gepubliceerd.

## Prijzen
Wiles ontving naast de Wolfskehl-geldprijs, die in 1908 was uitgeloofd voor degene die de stelling zou bewijzen, de Rolf Schock-prijs van de Koninklijke Zweedse Academie voor Wetenschappen in Stockholm en de Prix Fermat van de Université Paul Sabatier. Daarnaast kreeg hij in 1998 een speciale vermelding bij de uitreiking van de Fieldsmedaille, hoewel hij toen al boven de leeftijdsgrens van 40 jaar zat. Hij kreeg in 2016 de Abelprijs toegekend voor de oplossing van de laatste stelling van Fermat. In 2017 werd aan hem de Copley Medal toegekend. In 2019 kreeg hij van de The London Mathematical Society de De Morgan Medal voor zijn uitmuntende bijdrage aan de wiskunde.